# アルドリア
アルドリア（英: Aldrya）は、テーブルトークRPG『ルーンクエスト』の背景世界グローランサに登場する架空の神性。植物の女神であり、エルフたちの母。

## 概要
グローランサにおけるエルフは植物の一種であり、丁度人類が家畜を保護したりトーテムの動物を崇めたりするように、彼らの森を守り、保護している。種の父フラマル（Flamal）と、大地の母アーナールダ（Ernalda）の娘。定命の祖父（Grandfather Mortal）との間に、大エルフ王（High Elf King）をもうける。エルフをはじめとする彼女の子孫、信徒はアルドリアミ（Aldryami）と呼ばれる。
神代からの確執により、エルフは種族としてはほとんどすべての種と敵対、あるいは中立関係にある。とりわけドワーフ、トロウル、ルナー帝国に対する確執は一触即発で相手を根絶やしにせねば収まらない域にまで達している。

## グローランサにおけるエルフ
外見的特長
グローランサにおけるエルフのビジュアルイメージは他のファンタジーRPGにおける、単なる異民族的なエルフのイメージとははっきりと一線を画す。とがった耳、ほっそりとした肢体、肌は緑がかったパステル調の色、瞳に瞳孔はなく、白目もない。プレイステーション用RPGソフトヴァルキリープロファイルのエルフ像がビジュアルイメージとしては一番近いと思われる。
植物としてのエルフ
小暗黒期、大暗黒期における森の防衛機構となるべくアルドリアによって創造されたエルフは自らを植物の守護者と任じており、人類には不可解な方法で森の木々と実際にコミュニケーションをとっている。従って、エルフの見ている前で不用意に森の木々を傷つけたりすると、指輪物語におけるエントの木の鬚の例に見られる様な激しい怒りを買うことになる。
エルフの生殖行為は裸子植物のそれに近い。エルフの男女がつがいになると、やがて女は種を産み落とす。この種が芽吹き、やがて実をつけると、その実の中にエルフの胎児が入っている、というあたかも桃太郎の様な方法で種の再生産を行う。
エルフの種類
ブラウンエルフ（ムレーリ：学名Dendro sapiens）
落葉樹のエルフであり、木の葉の落ちる冬の時期には彼らも冬眠していることが知られている。その代わり、彼らは冬以外の季節に睡眠をとる必要がない。男女の性別はあるが、ドライアドとの交配も行われている。
グリーンエルフ（ヴロンカリ：学名Parapinus Mobilens）
針葉樹のエルフであり、毎日睡眠をとる必要はあるが冬眠の必要はない。一般的なエルフ種のなかでは最も高い身体能力を持ち、特に冬の間の森の防備を勤めることで知られる。
イエローエルフ（エンバイリ：学名Dendro xanthophylla）
熱帯樹のエルフであり、その種の全員が男性である。エンバイリの生殖はエルフ女性ではなく、木々の精霊（ドライアド）を対象とする一妻多夫による。また他のエルフ種が使うエルフ弓の代わりに吹き矢を用いることもある。

エルフの生活
エルフはその食物から生活日用品の一切において生きているもの以外用いない。食物は概ね自分たちが生活する森の木々から『分けてもらう』ことで調達しており、その際も木々の新芽を残し、森の生き物に傷をつけないなどの効果を持つ呪歌『食物の歌』を歌いながら収穫すると報告される。

## エルフの神々
フラマル
種の父。種や胞子によって繁殖する生物の祖であり、植物の母アルドリア、茸菌類の女神ミー・ヴォラーラ、藻類の女神マースドライアとその子供たちの系譜はすべてフラマルにまで遡ることが出来る。大暗黒期にゾラーク・ゾラーンに殺され、貪り食われたため、すべてのエルフや植物種もまた、死の定めから逃れられなくなった。
イェルマリオ
陽の天蓋の神。日が射すことのない夜に冬に、また神代における大暗黒期において、エルフの英雄神である大エルフ王と共に森の守りについたことから、エルフに人気が高い神として知られる。

## 他の植物の女神
穀物の女神
グローランサには地方ごとにその地を守護する穀物の女神とそのつかさどる穀物が定められており、人類の農夫がアルドリアを崇拝することはない。
スローリフィングス
シダ植物の女神。一般にはゴブリンとして知られる、レッドエルフの祖先神。
マースドライア
藻類の母。ブルーエルフとして知られる人魚のような体型をしたエルフ『マーソイ』たちの種族母神。
ミー・ヴォラーラ
暗黒の植物である茸菌類の女神。ブラックエルフとして知られる、ヴォラランたちの祖先神。ヴォラランは雌雄同体の種族であり、厳密にはエルフ種とは違う生物である。

## 友好的な神々
イェルム
太陽神にして宇宙の皇帝。
アーナールダ
大地母神。アルドリアもまた大地の神々の一柱として数えられることもあり、友好的な神として知られる。

## 敵対する神々
カイガー・リートール
トロウルの種族母神。トロウルはほとんど尽きないほど旺盛な食欲を誇り、中でもエルフを大好物とする（実際サプリメント『トロウルパック』にはトロウルの食嗜好を示す資料としてトロウルの料理店“サンダーブレスレストラン”のメニューが入っており、エルフの活け作りが挿絵つきで紹介されている）。
モスタル
ドワーフ（モスタリ）を支配する概念で、異種族からは神と考えられているが、ルール上はマザーコンピュータ、あるいはモスタリを制御するプログラムの様なものとして扱われる。ドワーフはグローランサ全体をひとつの『世界機械』と見做しており、アルドリアとその子供たちを機械の故障か暴走部品の様に考えている。